# جوزيف ريد (محامي)
جوزيف ريد (بالإنجليزية: Joseph Reed)‏ هو محامي أمريكي، ولد في 11 يوليو 1771 في فيلادلفيا في الولايات المتحدة، وتوفي بنفس المكان في 4 مارس 1846.